# Walt Disney's Comics and Stories
Walt Disney's Comics and Stories foi uma das primeiras revistas de banda desenhada norte-americanas que divulgou o Universo de Walt Disney.
O seu primeiro número foi publicado em Outubro de 1940. Com o Pato Donald na capa, a revista era composta por 9 histórias em texto e 24 histórias em banda desenhada.
Com periodicidade mensal, a revista continua a ser publicada, já tendo ultrapassado as 650 edições.